# Netrina

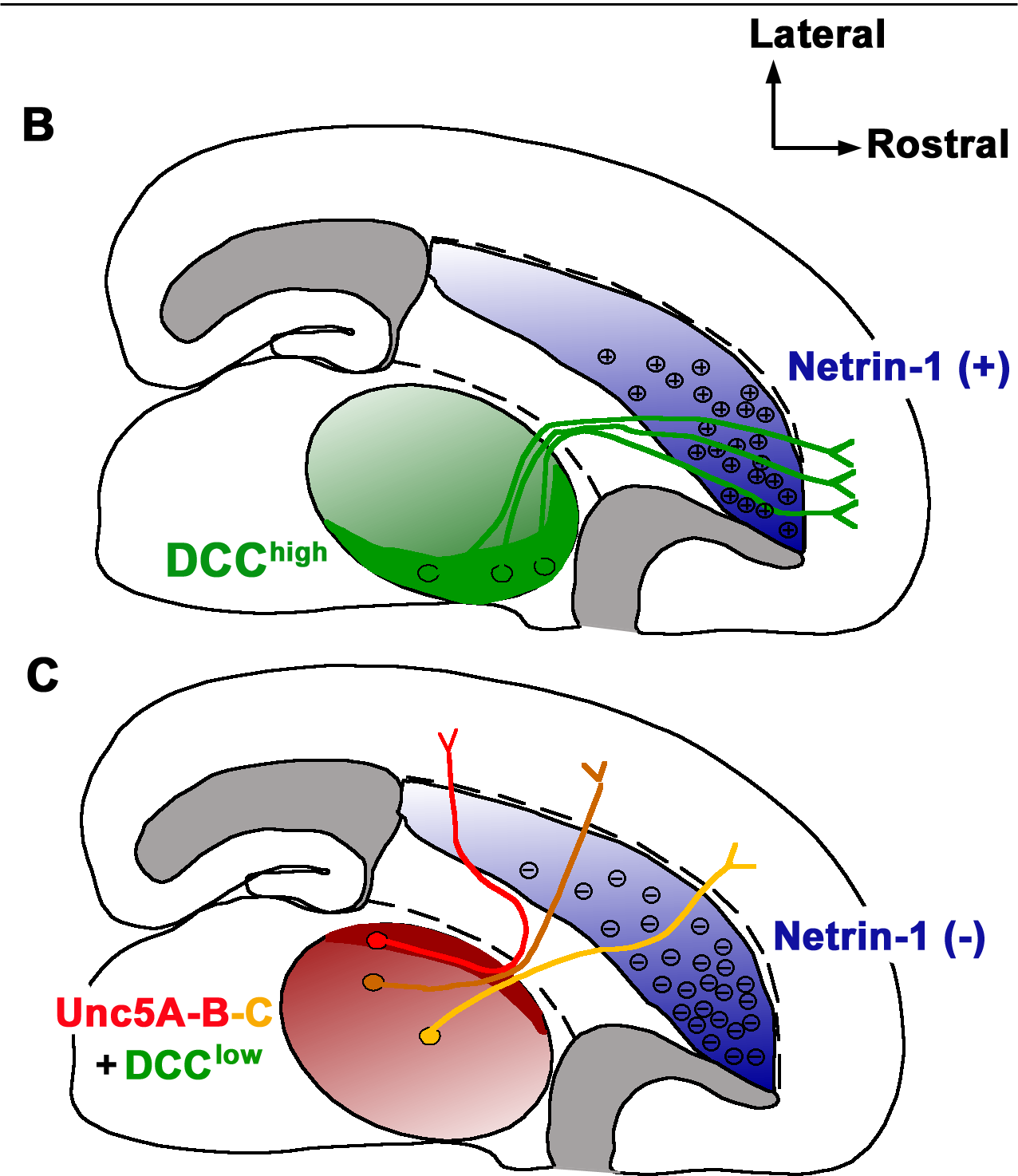
La supressió de la netrina 1 altera la topografia de les projeccions talamocorticals al cervell del ratolí. De Powell et al., 2008.

Les netrines són una classe de proteïnes implicades en el guiatge axonal. Reben el nom de la paraula sànscrita "netr", que significa "el que guia". Les netrines es conserven genèticament en Caenorhabditis elegans, mosques de la fruita, granotes, ratolins i humans. Estructuralment, la netrina s'assembla a la proteïna de la matriu extracel·lular laminina.
Les netrines són quimiotròpiques; un axó en creixement es mourà cap a una concentració més alta de netrina o s'allunyarà d'ella. Tot i que el mecanisme detallat del guiatge axonal no s'entén completament, se sap que l'atracció de la netrina està mediada pels receptors de la superfície cel·lular UNC-40/DCC i la repulsió està mediada pels receptors UNC-5. Les netrines també actuen com a factors de creixement, fomentant les activitats de creixement cel·lular a les cèl·lules diana. Els ratolins amb deficiència de netrina no aconsegueixen formar la comissura de l'hipocamp ni el cos callós.
Un model proposat per a l'activitat de les netrines a la columna vertebral dels embrions humans en desenvolupament és que les netrines són alliberades per la placa del sòl i després són captades per proteïnes receptores incrustades als cons de creixement dels axons que pertanyen a les neurones de la columna vertebral en desenvolupament. Els cossos d'aquestes neurones romanen estacionaris mentre els axons segueixen un camí definit per les netrines, i finalment es connecten a les neurones dins del cervell embrionari mitjançant sinapsis en desenvolupament. La recerca dóna suport a que els nous axons tendeixen a seguir camins prèviament traçats en lloc de ser guiats per netrines o factors quimiotròpics relacionats.